# Assedio di Antiochia (1084)
L'assedio di Antiochia fu combattuto nel 1084 tra bizantini e turchi selgiuchidi e grazie ad esso il Sultanato di Rūm riuscì ad impadronirsi di Antiochia.

## Antefatto
Nel 1071 i Selgiuchidi, provenienti dall'Asia centrale, avevano affrontato l'impero bizantino, sconfiggendolo pesantemente nella battaglia di Manzicerta. In seguito a questa battaglia, i Selgiuchidi invasero tutta l'Asia Minore e le terre bizantine in Siria e anche Nicea fu espugnata nel 1078. Ciò portò i Selgiuchidi a scontrarsi con gli Arabi e i Berberi che, sotto il comando dalla dinastia dei Fatimidi d'Egitto, avevano conquistato parte della Siria, nella speranza di spingersi poi da lì fino in Iraq e impadronirsi del Califfato di Baghdad.

## L'assedio di Antiochia
Antiochia faceva parte dell'impero bizantino, da quando fu riconquistata nel 969 dall'imperatore bizantino Niceforo II Foca. Questa città, che segnò per molto tempo il confine tra gli Arabi e Bizantini, fu più volte fu assediata. Anche se i Bizantini avevano riparato le fortificazioni della città, esse si trovavano nuovamente in una situazione di declino, visto che non erano state curate per un periodo di circa duecento anni, durante il quale la città era rimasta sotto il dominio arabo. Nonostante ciò, mentre tutti i territori bizantini e fatimidi venivano conquistati facilmente dai Selgiuchidi (Gerusalemme nel 1071 e nel 1078 Nicea), Antiochia riuscì a resistere fino al 1084.

## Conseguenze
La caduta di Antiochia fu un duro colpo per l'impero bizantino. La città era importante anche, per tutto il mondo cristiano, per essere una delle cinque sedi dei Patriarcati cristiani (le altre sono: Roma, Costantinopoli, Alessandria e Gerusalemme). Per l'Impero bizantino Antiochia era la città più importante della Siria, da dove partivano tutte le campagne di conquista in Oriente.
Tuttavia, il sultanato di Iconio governò la città di Antiochia e la regione della Siria Occidentale solo per quattordici anni, perché i Crociati della prima crociata conquistarono nel 1098 questi territori, dove sorse il Principato normanno di Boemondo di Taranto. I Selgiuchidi persero Antiochia dopo un assedio di nove mesi e Antiochia divenne la capitale del principato d'Antiochia, per quasi due secoli. A partire dal regno dell'imperatore bizantino Manuele I Comneno, il principato fu un vassallo di fatto dell'Impero bizantino.